# Mjonghak állomás
Mjonghak (Myeonghak) állomás a szöuli metró 1-es vonalának állomása Kjonggi (Gyeonggi) tartomány Anjang (Anyang) városában.

## Viszonylatok
| 1-es vonal                               | 1-es vonal                              | 1-es vonal                                                                  |
| ---------------------------------------- | --------------------------------------- | --------------------------------------------------------------------------- |
| Anjang (Anyang) Szojoszan (Soyosan) felé | Kjongbu (Gyeongbu) szakasz személyvonat | Kumdzsong (Geumjeong) Sincshang (Sinchang) és Szodongthan (Seodongtan) felé |
| Korail                                   |                                         |                                                                             |
| Anjang (Anyang) Szöul felé               | Kjongbu (Gyeongbu) vonal                | Kumdzsong (Geumjeong) Puszan (Busan) felé                                   |